# Rund um Köln

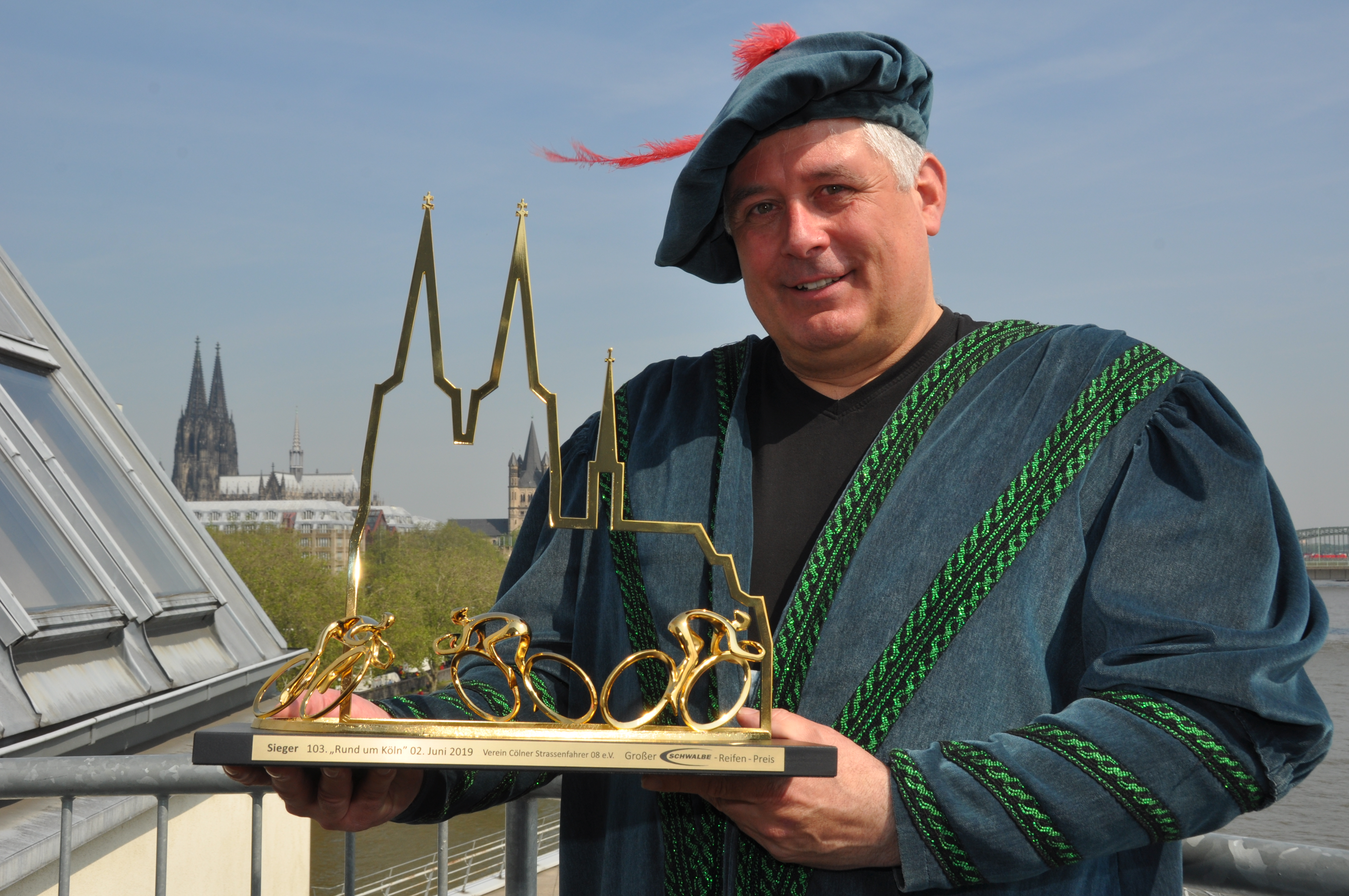
Segertrofén 2019 föreställande Kölnerdomen (och tre cyklister). I bakgrunden skymtar originalet.

Rund um Köln är ett tyskt endagslopp i landsvägscykling som har start och mål i Köln och körs i olika slingor i det "småbackiga" landskapet öster om staden. Första upplagan av loppet kördes 1908 och loppet är därmed det äldsta ännu (2024) arrangerade internationella (under UCI) loppet i Tyskland sedan Rund um die Hainleite (1907–2007) och Rund um Berlin (1896–2008) lagts ner. Rund um Köln var under en stor del av sin historia ett amatörlopp (ibland kördes det lopp för både amatörer och professionella). När UCI Europe Tour instiftades 2005 inluderades loppet i denna klassificerat som 1.1 (2007 tillfälligt som 1.HC). 1910 kördes två separata lopp, ett arrangerat av Verband Deutscher Straßenfahrer i augusti och ett av Deutscher Radfahrer-Bund i april.1998 arrangerades loppet ej på grund av sposorproblem, 2008 (då loppet skulle fira 100-årsjubileum) fick det ställas in på grund av snö, medan coronapandemin var skäl till att det ställdes in 2020 och 2021.

## Podieplaceringar – professionella/elit
| 1908 Fritz Tacke 1909 Otto Wincziers |

| 1910 Jean Rosellen |

Med kursivstil anges cyklister som anges som professionella i 2024 års "Roadbook" , men ej i de nedan angivna referenserna.